# تینچلیک (نوایی)
تینچلیک (به ازبکی: Tinchlik) یک منطقهٔ مسکونی در ازبکستان است که در ولایت نوایی واقع شده‌است. تینچلیک ۲٬۴۲۴ نفر جمعیت دارد.